# تام ولتون
تام ولتون (انگلیسی: Tom Welton؛ زادهٔ ۱۹۶۴ (۶۰–۶۱ سال)) دانشمند در زمینه شیمی سبز اهل بریتانیا است. وی رئیس فعلی انجمن سلطنتی شیمی بریتانیا است.